# Władysław Gawlas
Władysław Gawlas (ur. 22 listopada 1903 w Trzyńcu, zm. 11 kwietnia 1989) – polski sędzia, poseł na Sejm PRL II kadencji (1957–1961).

## Życiorys
Ukończył gimnazjum w Boguminie oraz Wydział Prawa Uniwersytetu Poznańskiego, po czym do wybuchu II wojny światowej pracował w sądownictwie: sądzie grodzkim w Poznaniu oraz okręgowym w Gnieźnie, działając jednocześnie w poznańskim oddziale Zrzeszenia Sędziów i Prokuratorów RP. W 1938 powrócił na Śląsk Cieszyński, rozpoczynając pracę jako sędzia sądu okręgowego w Cieszynie.
W czasie II wojny światowej mieszkał w Krakowie, nie pracował w zawodzie, zajmował się wydawaniem i rozprowadzaniem prasy podziemnej.
Od 1945 pełnił obowiązki kierownika, a następnie prezesa Sądu Okręgowego w Cieszynie. Od 1 stycznia 1951 do 31 stycznia 1966 pełnił funkcję prezesa sądu powiatowego w Cieszynie.
Po zakończeniu wojny wstąpił do Stronnictwa Demokratycznego, pełniąc z jego ramienia szereg funkcji wybieralnych, m.in. członka Miejskiej Rady Narodowej w Cieszynie oraz Wojewódzkiej Rady Narodowej w Katowicach. W 1957 SD rekomendowało go w skład Sejmu II kadencji, gdzie pracował w Komisjach Przemysłu Ciężkiego, Chemicznego i Górnictwa oraz Pracy i Spraw Socjalnych.
Poza aktywnością sędziowską i polityczną angażował się w działalność w organizacjach społecznych, m.in. Polskim Związku Zachodnim i Towarzystwie Rozwoju Ziem Zachodnich, a także Związku Zawodowym Pracowników Sądowych i Prokuratorskich.
Był mężem Cecylii (1907–1981).
Pochowany na Centralnym Cmentarzu komunalnym w Cieszynie (sektor VI-3-14).

## Ordery i odznaczenia
- Krzyż Kawalerski Orderu Odrodzenia Polski
- Złoty Krzyż Zasługi (dwukrotnie: po raz drugi 22 lipca 1947[3])
- Srebrny Krzyż Zasługi
- Odznaka 1000-lecia Państwa Polskiego
- Odznaka „Zasłużony dla Rozwoju Województwa Katowickiego”
- Odznaka „Za zasługi dla Województwa Bielskiego”
- Złota Odznaka „Zasłużony Działacz Zrzeszenia Prawników Polskich”